# Bauphysik
Die Bauphysik ist ein Teilgebiet des Bauwesens, das sich mit bestimmten Anwendungen der Physik auf bauliche Anlagen befasst.
Als eigenständiges Fachgebiet hat sich die Bauphysik nach 1945 entwickelt.

## Abgrenzung
Bauphysik ist ein Arbeits- und Forschungsfeld des Bauingenieurwesens und der Architektur.
Nicht zur Bauphysik zählen
- statische Berechnungen, diese sind Teil der Tragwerkslehre
- die Materialbeschaffenheit von Baustoffen – diese wird in den Disziplinen Baustoffkunde und Bauchemie behandelt

Es gibt das Berufsbild des Bauphysikers.

## Bedeutungsgewinn
Die Bedeutung der Bauphysik hat seit etwa 1970 erheblich zugenommen: Verstärkte Bemühungen beim Wärmeschutz von Gebäuden führten zu einer stärkeren Einbeziehung bauphysikalischer Überlegungen in die Gebäudeplanung. Ein weiterer Schwerpunkt der Bauphysik ist die Realisierung von Schallschutz in Wohnungen und Gebäuden. Zum Beispiel soll die Schallausbreitung in Mehrfamilienhäusern minimiert werden; man möchte 'hellhörige' Wohnungen vermeiden.
Die Bemühungen zum Wärmeschutz von Gebäuden waren und sind getrieben von folgenden Faktoren:
- Ökonomische Erwägungen: zwei Ölkrisen – 1973/74 und 1979/80 – machten Öl und Gas deutlich teurer.
- In den 1970ern wurde – zum Beispiel durch den Bericht des Club of Rome – bewusst, dass die Energiereserven endlich sind.
- Das Ölfördermaximum der USA im Jahre 1970 bestätigte die Thesen von Marion King Hubbert.
- In den 1970ern und 1980ern wurden die Schäden durch Umweltverschmutzung (zum Beispiel durch sauren Regen) bekannter.
- Fortschritte bei vielen Baustoffen.
- In den 1970ern wurden viele Bauschäden bzw. Baumängel an Bauten der 1950er und 1960er Jahre sichtbar. Diese konnten nicht oder nur mit großem Aufwand behoben werden und führten sogar zum Abriss einiger Gebäude.
- Das Komfortbedürfnis vieler Menschen (Bauherren, Mieter, Käufer) ist gestiegen.
- Die Bereitschaft, gegen Bauschäden und -mängel zu klagen, ist stark gestiegen.

Diese Faktoren führten 1979 zur Gründung der Fachzeitschrift Bauphysik, einer wissenschaftlich-technischen Zeitschrift, die zweimonatlich erscheint und die Gebiete Wärme, Feuchte, Schall, Brand, Licht und Energie in Bezug auf Hochbauten abdeckt.
- Die massive Verteuerung der Energie im Jahre 2022 durch den Krieg auf dem Staatsgebiet der Ukraine.

## Anwendungen
Bauphysik und bauphysikalische Überlegungen fließen heute bereits in der Entwurfsphase in Baukonstruktion und Architektur ein. Zahlreiche technische Regelwerke, Normen und Gesetze beinhalten bauphysikalische Fragestellungen und Festlegungen:
- DIN 4108 – Wärmeschutz und Energieeinsparung im Hochbau
- DIN 4109 – Schallschutz im Hochbau
- EN ISO 6946 Bauteile – Wärmedurchlasswiderstand und Wärmedurchgangskoeffizient – Berechnungsverfahren
- In Deutschland gilt das GEG, seine Vorgänger waren die Energieeinsparverordnung (EnEV) und die Wärmeschutzverordnung

Bauphysikalische Betrachtungen und Gutachten spielen auch bei der Bewertung von Baumängeln und Bauschäden eine Rolle.

## Teilgebiete und Themen
- Wärme:

Wärmeleitung/Wärmestrahlung/Wärmedämmung/Wärmeschutz
- Feuchtigkeit:

Baufeuchte/Wasserdampfgehalt/Feuchtetransport (siehe auch Dampfbremse)/Kondensation von Wasser/Schimmelbildung in Wohnungen
- Akustik:

Sowohl Bauakustik, d. h. Schallübertragung/Schalldämmung innerhalb von Gebäuden als auch Raumakustik, d. h. Schallausbreitung und Schallverteilung in Räumen, und Schallimmissionsschutz, d. h. Schallübertragungen im Freien und Schutz gegenüber Verkehrs-, Gewerbe- und Freizeitlärm
- Brandschutz und Fluchtwegeplanung
- Tageslicht und Beleuchtung
- Nutzung der Sonnenenergie
- Klima:

Funktion von Gebäuden als Schutz vor „Unbilden der Witterung“, Ansprüche von Nutzern eines Gebäudes an dessen Raumklima, Schädliche Wirkung der klimatischen Gegebenheiten auf Bauwerke